# ابن رزقة
عبد الله بن محمد بن عبد الله القدادي (تُوفي 1731 م)، المعروف بابن رزقة، هو شاعر وعالم موريتاني. يُشار إليه أحيانًا باسم «أبو الشعراء الموريتانيين». كان حفيد عبد الله القاضي (المعروف أيضًا باسم القاضي شنقيط). وقد وردت سيرة مختصرة لابن رزقة في بداية كتاب الوسيط لأحمد بن الأمين الشنقيطي .

### الاستشهادات
1. ↑  Scott Steven Reese (1 يناير 2004). The Transmission of Learning in Islamic Africa. BRILL. ص. 128. ISBN:90-04-13779-3.

### قراءة إضافية
- Khalifa، Abdallah Ould؛ Désiré-Vuillemin، Geneviève (1988). La région du Tagant en Mauritanie: L'oasis de Tijigja entre 1660 et 1960'. Karthala Editions. ص. 110. ISBN:2-86537-894-2.
- Rebstock، Ulrich (2001). Maurische Literaturgeschichte. Ergon. ج. 1. ص. 74–76. ISBN:3-935556-73-X.